# Dicranoptycha natalia
Dicranoptycha natalia är en tvåvingeart som beskrevs av Alexander 1920. Dicranoptycha natalia ingår i släktet Dicranoptycha och familjen småharkrankar. Inga underarter finns listade i Catalogue of Life.